# Valduggia
Valduggia ist eine Gemeinde in der italienischen Provinz Vercelli (VC), Region Piemont.

## Lage und Einwohner
Der Ort liegt auf einer Höhe von 392 m über dem Meeresspiegel. Das Gemeindegebiet umfasst eine Fläche von 28 km². Die Gemeinde besteht aus den Ortsteilen Rastiglione, Zuccaro, Orsanvenzo, Cereto, Colma di Valduggia, Arlezze, Castagnola, Sorzano, Crabia Inferiore, Cantone, Rasco, Soliva, Maretti, Orlonghetto, Lebbia, Orcarale und Valduggia und hat 1835 Einwohner (Stand 31. Dezember 2023). 
Die Nachbargemeinden sind Boca (NO), Borgosesia, Cellio con Breia, Gargallo (NO), Grignasco (NO), Madonna del Sasso (VB), Maggiora (NO), Pogno (NO) und Soriso (NO).

## Einzelnachweise

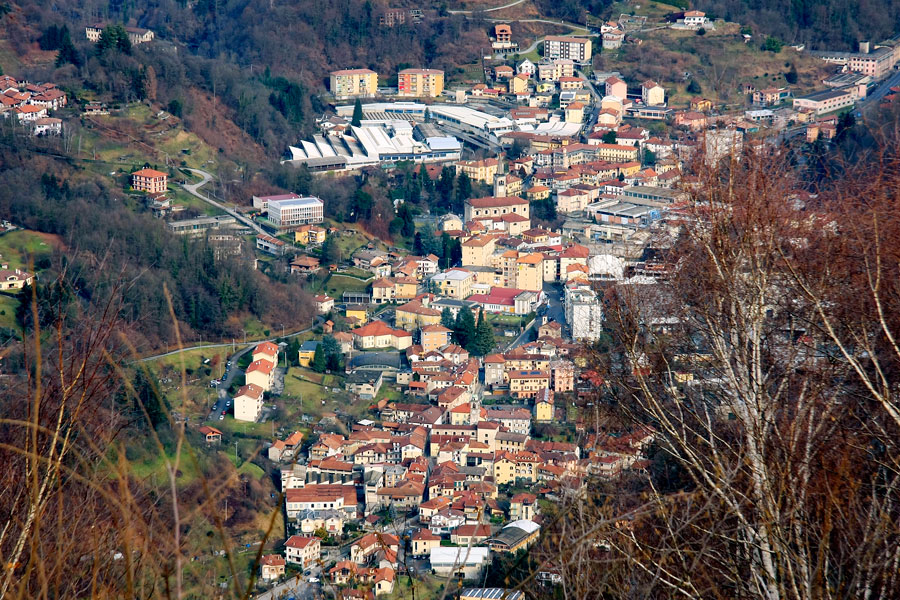
Panorama